# Lathys immaculata
Lathys immaculata là một loài nhện trong họ Dictynidae.
Loài này thuộc chi Lathys. Lathys immaculata được Ralph Vary Chamberlin & Wilton Ivie miêu tả năm 1944.